# Triac-Lautrait
Triac-Lautrait é uma comuna francesa na região administrativa da Nova Aquitânia, no departamento de Charente. Estende-se por uma área de 6,40 km². Em 2010 a comuna tinha 513 habitantes (densidade: 80,2 hab./km²).